# Steuerhorn

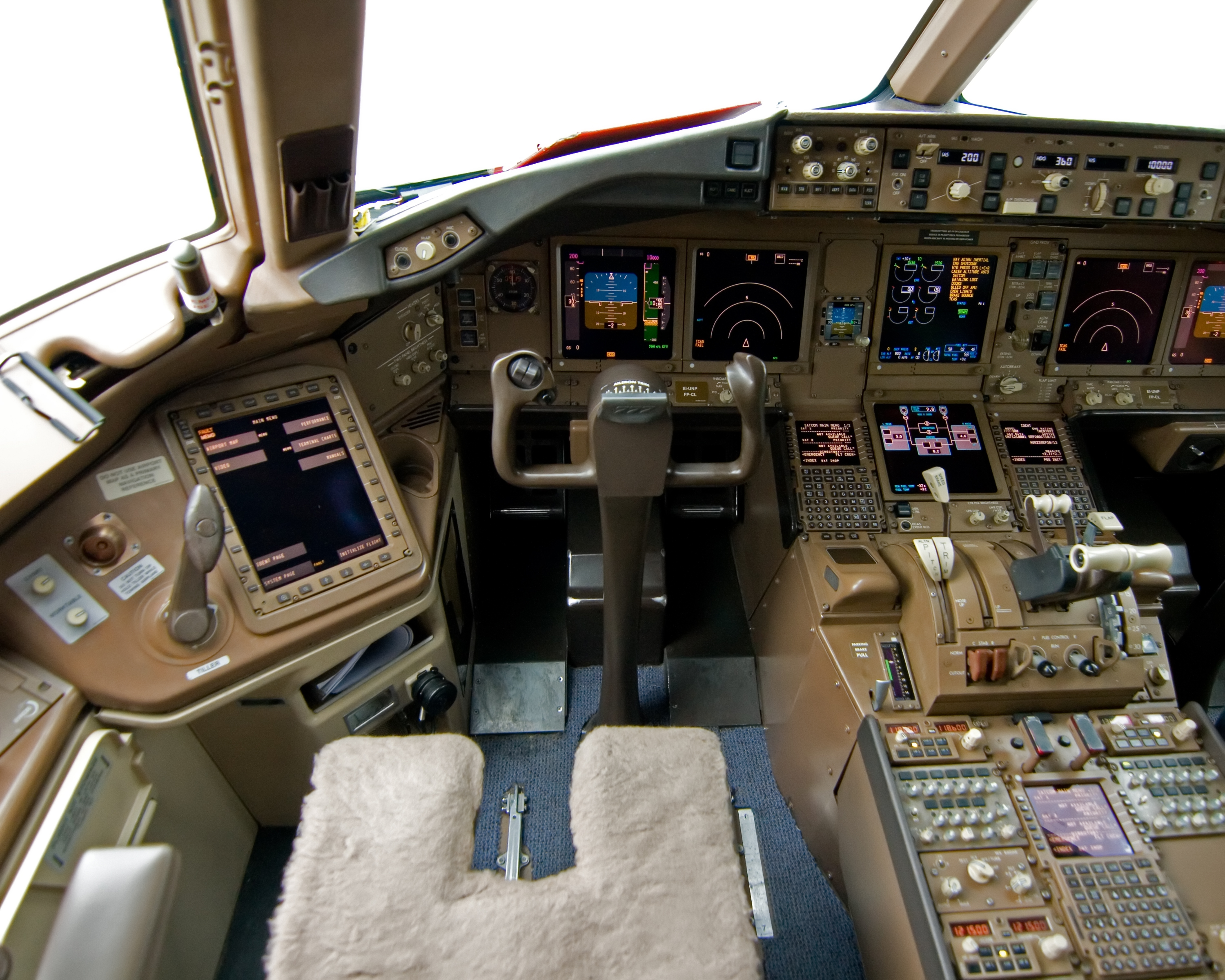
Steuersäule im Cockpit einer Boeing 777, im Boden befestigt

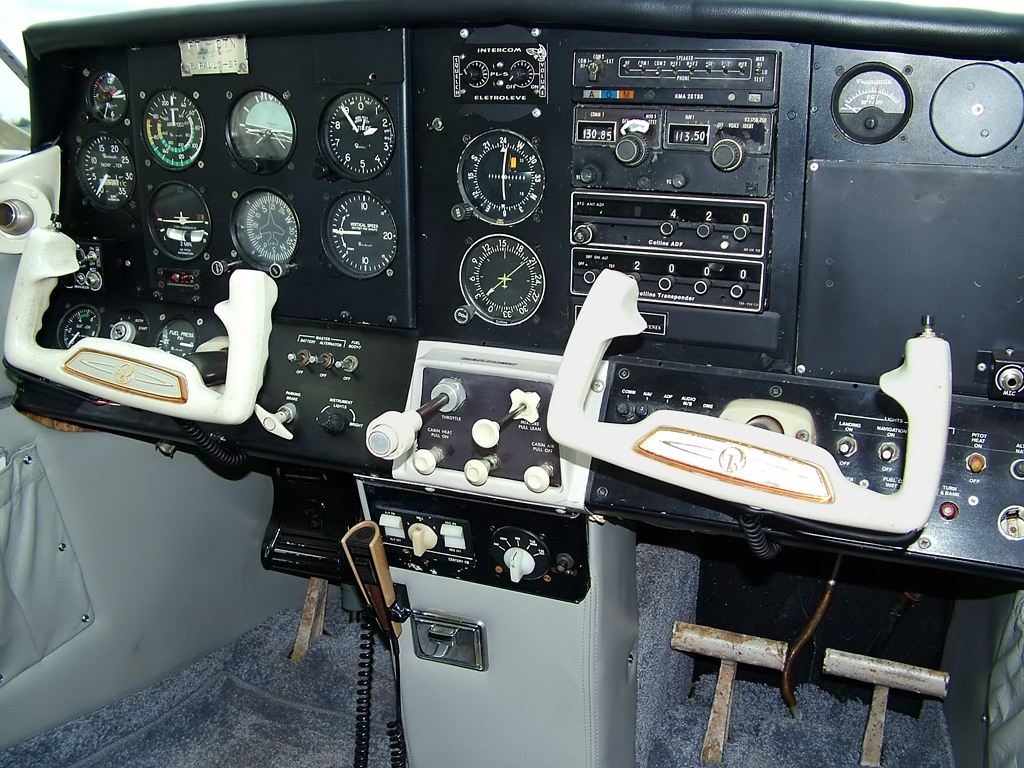
Steuerhörner im Cockpit einer Beechcraft Musketeer, an durch das Instrumentenbrett verlaufendem Rohr

Das Steuerhorn ist die Vorrichtung zur Steuerung vor allem von Flugzeugen, dort um die Längs- und Querachse. Angeordnet ist es im Cockpit zentral vor dem Piloten und verfügt über Haltegriffe für beide Hände. Es ersetzt in sehr vielen modernen Flugzeugen den klassischen Steuerknüppel.
Bei großen Flugzeugen ist das Steuerhorn in der Regel oben an einer Steuersäule angebracht, die im Boden verankert ist, wobei sich die Beine des Piloten rechts und links davon befinden. Bei kleineren Maschinen befindet sich das Steuerhorn meist am Ende eines Rohrs, welches durch das Instrumentenbrett nach vorne verläuft. 
Seitliches Kippen oder Drehen (je nach Montierung) des Steuerhorns bewirkt eine entsprechende Bewegung des Flugzeugs um die Längsachse (Absenken einer Tragfläche und Anheben der anderen) mittels der Querruder. Kippen bzw. Schieben/Ziehen nach vorne/hinten bewirkt eine Bewegung um die Querachse mittels des Höhenruders, wobei eine Bewegung nach vorne die Nase des Flugzeugs absenkt und eine Bewegung nach hinten sie hochzieht.
Ergänzt wird das Steuerhorn durch zwei Pedale zur Betätigung des Seitenruders. Für einen sauberen Kurvenflug müssen Steuerhorn und Pedale koordiniert betätigt werden.
Das Steuersignal wird entweder mechanisch oder aber durch ein Fly-by-wire-System zu den Steuerflächen übertragen. Bei einer klassischen Steuerhorn-Ausführung ohne hydraulische Unterstützung werden die Kräfte, die während des Fluges auf das Flugzeug wirken, in Form von Widerstand und Ausschlag auf die Steuereinheit übertragen. Beim Sidestick und bei hydraulischer Ruderbetätigung entfällt aufgrund fehlender mechanischer Kopplung diese Rückmeldung – diese Kräfte werden daher vergleichbar einer Force-Feedback-Funktion künstlich erzeugt. Sidesticks werden in Kampfflugzeugen sowie in vielen Flugzeugen der Firma Airbus eingesetzt.  
In sehr vielen U-Booten wird ebenfalls ein Steuerhorn verwendet.
Im Englischen wird das Steuerhorn als „Yoke“ bezeichnet.